# Присеки
Присе́ки — село в Бежецком районе Тверской области. Входит в состав Васюковского сельского поселения.

## География
Находится в 11 километрах к югу от районного центра Бежецк, на левом берегу реки Мологи.

## История
Село упоминается в письменных источниках с конца XIV века. По переписи 1710 года в Городецком стане Бежецкого уезда значится: вотчина Троицы Сергиева монастыря село Присеки з деревнями….
В 1859 году в казённом селе Присеки при реке Мологе — церковь, 59 дворов, 360 жителей. В середине XIX-начале XX века село центр прихода Скорыневской волости Бежецкого уезда Тверской губернии. В 1887 году село Присеки имеет 84 двора, 435 жителей.
По переписи 1920 года в Присеках — 504 жителя.
С 1935 года село центр сельсовета Бежецкого района Калининской области.
В 1997 году — 107 хозяйств, 270 жителей. Администрация Присецкого сельского округа, центральная усадьба и правление колхоза «Заря», неполная средняя школа, детсад, библиотека, медпункт, почта, магазин.

## Население
| 1859 | 1887 | 1920 | 1997 | 2008 | 2010 |
| ---- | ---- | ---- | ---- | ---- | ---- |
| 360  | ↗435 | ↗504 | ↘270 | ↘237 | ↘205 |

Население по переписи 2002 года — 266 человек: 123 мужчины, 143 женщины.

## Достопримечательности
- Церковь Успения (1793, начало XIX века)[7].